# Kanton Brie-Comte-Robert
Kanton Brie-Comte-Robert is een voormalig kanton van het Franse departement Seine-et-Marne. Het kanton maakte deel uit van het arrondissement Melun.
 Het werd opgeheven bij decreet van 18 februari 2014 met uitwerking in maart 2015.

## Gemeenten
Het kanton Brie-Comte-Robert omvatte de volgende gemeenten:
- Brie-Comte-Robert (hoofdplaats)
- Chevry-Cossigny
- Coubert
- Évry-Grégy-sur-Yerre
- Férolles-Attilly
- Grisy-Suisnes
- Lésigny
- Limoges-Fourches
- Lissy
- Servon
- Soignolles-en-Brie
- Solers